# Prochilodus mariae
Prochilodus mariae, conocido como coporo, es una especie de peces de la familia Prochilodontidae en el orden de los Characiformes.

## Morfología
Los machos alcanzan los 37 cm de longitud total, pero han sido capturados ejemplares hasta de 47 cm. La talla media de madurez es de 30 cm para las hembras y 27 cm para los machos. Presenta abdomen redondeado. Su coloración base es plateada a grisácea. En los adultos. en el dorso hay varias barras verticales y lateralmente tiene líneas en forma de zigzag; el abdomen es blanco; las aletas dorsal y caudal tienen puntos que simulan líneas verticales onduladas. Los ejemplares más viejos son completamente plateados. Los labios tienen dientes pequeños redondeados.

## Hábitat
Es un pez de agua dulce y de  clima tropical. Especie migratoria que se encuentra en diversos hábitats de montaña, piedemonte y llanos. Durante la época de lluvias se encuentran en las sabanas inundadas y cuerpos de agua con poca corriente, lugares en que anualmente se reproduce; en épocas secas, migra hacia piedemonte y las montañas, donde se le puede encontrar en las quebradas.

## Alimentación
Detritívoros, se alimenta de algas, protozoarios, bacterias, y plancton del lodo y detritus.

## Distribución geográfica
Se encuentran en Sudamérica, originarios de la cuenca del río Orinoco.